# Daniił Nosyriew
Daniił Pawłowicz Nosyriew (ros. Даниил Павлович Носырев, ur. 21 kwietnia?/4 maja 1915 we wsi Tiukowka w obwodzie woroneskim, zm. 12 lutego 1992 w Petersburgu) – funkcjonariusz radzieckich służb specjalnych, generał pułkownik.

## Życiorys
W 1936 ukończył technikum w Borisoglebsku, pracował m.in. przy budowie kolei, od lutego 1938 do lutego 1940 odbywał służbę w Armii Czerwonej, po demobilizacji został głównym inżynierem w zarządzie zaopatrzenia Kolei Taszkenckiej. Od września 1940 pracował w organach bezpieczeństwa, w 1941 skończył szkołę NKWD i został pełnomocnikiem operacyjnym Wydziału Transportowego NKWD Kolei Taszkenckiej, później pełnomocnikiem operacyjnym i zastępcą szefa Wydziału Specjalnego NKWD 53 Armii Środkowoazjatyckiego Okręgu Wojskowego. Od sierpnia 1942 do stycznia 1943 był zastępcą szefa Wydziału Specjalnego NKWD Radzieckiego Zarządu Transportowego w Teheranie, później pracował w kontrwywiadzie Smiersz, od stycznia 1946 do grudnia 1950 był zastępcą szefa kontrwywiadu Smiersz/MGB 119 Korpusu Piechoty w Turkiestańskim Okręgu Wojskowym, a od grudnia 1950 do czerwca 1951 zastępcą szefa kontrwywiadu MGB 1 Zmechanizowanej Armii Gwardii Grupy Wojsk Radzieckich w Niemczech. Od czerwca 1951 do czerwca 1952 był szefem kontrwywiadu MGB 4 Armii Zmechanizowanej Grupy Wojsk Radzieckich w Niemczech, od czerwca 1952 do marca 1953 zastępcą szefa wydziału 3 Głównego Zarządu MGB ZSRR, od marca 1953 do 26 marca 1954 zastępcą szefa wydziału 3 Głównego Zarządu MWD ZSRR, później zastępcą szefa i szefem 3 Głównego Zarządu KGB. Od sierpnia 1957 do 14 października 1961 był zastępcą szefa Zarządu Wydziałów Specjalnych KGB Grupy Wojsk Radzieckich w Niemczech, od 14 października 1961 do 3 września 1969 szefem Wydziału Specjalnego KGB Leningradzkiego Okręgu Wojskowego, a od 3 września 1969 do 23 maja 1987 szefem Zarządu KGB obwodu leningradzkiego, jednocześnie od 5 września 1973 członkiem Kolegium KGB ZSRR, w maju 1987 zakończył służbę.

## Awanse
- starszy porucznik bezpieczeństwa państwowego (11 lutego 1943)
- kapitan bezpieczeństwa państwowego (1943)
- podpułkownik
- pułkownik
- generał major (18 lutego 1958)
- generał porucznik (17 grudnia 1969)
- generał pułkownik (30 października 1981)

## Odznaczenia
- Order Lenina (13 grudnia 1977)
- Order Rewolucji Październikowej (4 marca 1985)
- Order Czerwonego Sztandaru (dwukrotnie - 30 października 1967 i 31 sierpnia 1971)
- Order Wojny Ojczyźnianej I klasy (1945)
- Order Wojny Ojczyźniane II klasy (28 października 1943)
- Order Czerwonego Sztandaru Pracy (dwukrotnie - 30 kwietnia 1975 i 8 października 1980)
- Order Czerwonej Gwiazdy (25 czerwca 1954)

I medale.